# Élections législatives nord-coréennes de 2009

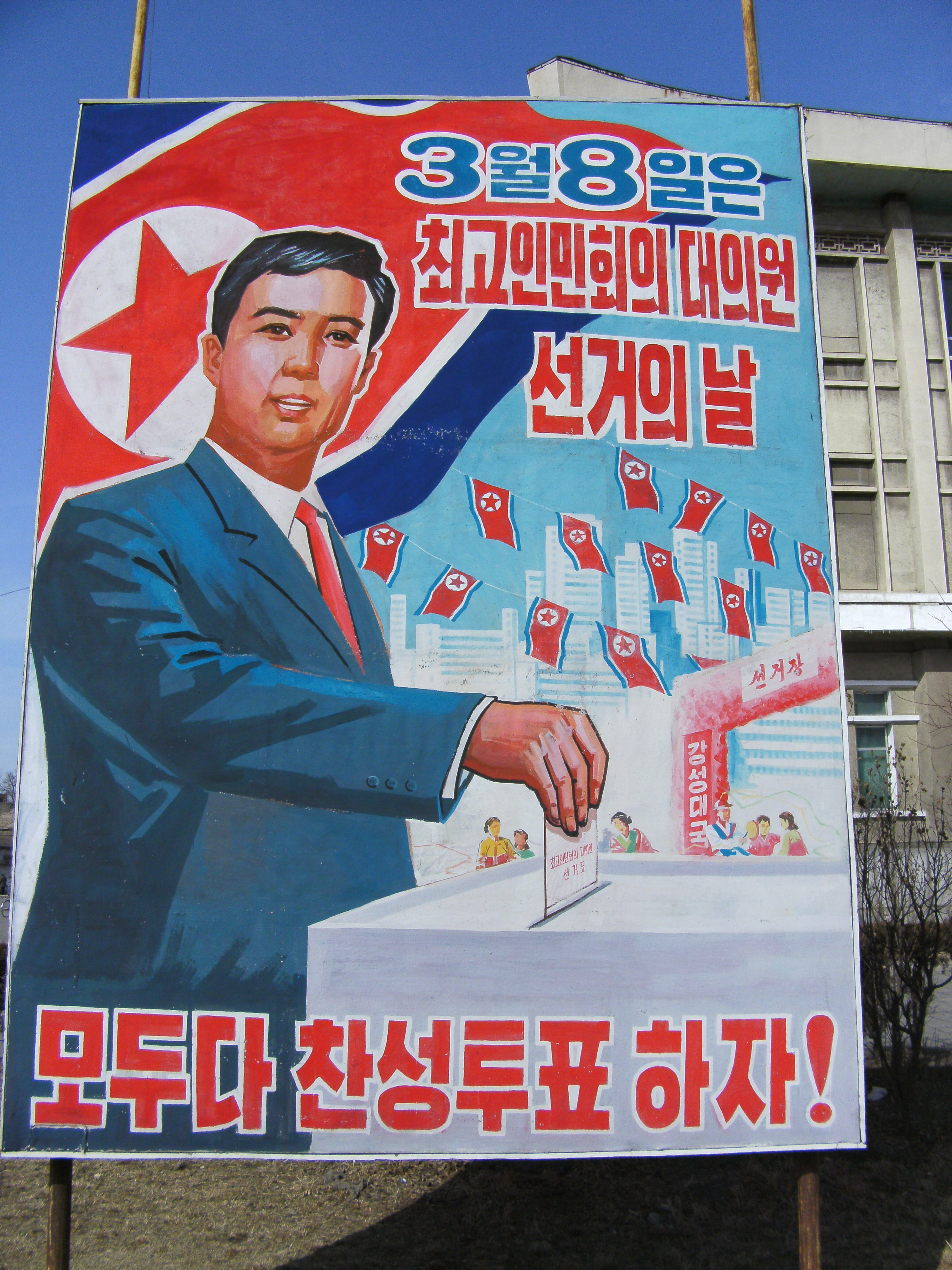
Une affiche de propagande à Pyongyang en 2009 incitant les électeurs à se rendre aux urnes.

Les élections législatives nord-coréennes de 2009 devaient avoir lieu en août 2008, cinq ans après les élections d'août 2003. Il s'agissait d'élire les 687 membres de l'Assemblée populaire suprême, chaque circonscription élisant un député avec un mandat de cinq ans. Il n'y a toutefois qu'un seul candidat par circonscription, les électeurs étant invités à voter pour ou contre le candidat pré-sélectionné par le Front démocratique pour la réunification de la patrie, organisation qui regroupe les trois partis politiques autorisés : le Parti du travail de Corée, le Parti social-démocrate de Corée et le Parti Chondogyo-Chong-u.
L'agence de presse gouvernementale nord-coréenne KCNA affirme que les candidats sont sélectionnés à la suite d'un processus de nomination par les citoyens. Les candidats doivent néanmoins être « fidèles au Parti », et « les commentateurs pensent majoritairement que la plupart des candidats sont triés sur le volet » par les autorités.
Officiellement, l'élection se déroule à bulletin secret. Mais une personne souhaitant voter contre l'unique candidat sélectionné pour sa circonscription doit rayer son nom sur le bulletin « dans un isoloir spécial », ce qui est considéré par la presse internationale comme représentant « un acte de rébellion [...] quasi-impensable ». En conséquence, les autorités affichent, lors de chaque élection, un taux d'approbation populaire de 100 % pour chaque candidat.
Au moment où les élections devaient avoir lieu, KCNA ne les mentionna pas. Des élections furent finalement annoncées début 2009, et eurent lieu le 8 mars 2009,.

## Résultats
Selon les résultats officiels publiés par KCNA, le taux de participation fut de 99,98 %, et 100 % des suffrages furent exprimés en faveur des candidats désignés. Kim Jong-il, le dirigeant nord-coréen, fut réélu dans la 333e circonscription, officiellement avec 100 % des voix et un taux de participation de 100 %.
Parmi les 687 députés, 367 furent réélus. Les autres n'avaient pas été retenus comme candidats. Parmi les élus se trouvaient 107 femmes. Les militaires occupèrent une proportion importante des sièges : 116.
Les sièges furent répartis comme suit entre les différentes formations politiques - c'est-à-dire entre les différentes formations intégrées au Front démocratique pour la réunification de la patrie :
|                                                             |                                                             |                           |               |       |        |               |
| Parti ou mouvement                                          | Parti ou mouvement                                          | Parti ou mouvement        | Voix          | %     | Sièges | +/-           |
|                                                             |                                                             | Parti du travail de Corée |               | 100   | 606    |               |
|                                                             | Parti social-démocrate de Corée                             | 50                        |               | 100   |        |               |
|                                                             | Parti Chondogyo-Chong-u                                     | 22                        |               | 100   |        |               |
|                                                             | Chongryon                                                   | 6                         |               | 100   |        |               |
|                                                             | Indépendants                                                | 3                         |               | 100   |        |               |
| Total Front démocratique pour la réunification de la patrie | Total Front démocratique pour la réunification de la patrie | 687                       | en stagnation | 100   |        |               |
|                                                             |                                                             |                           |               |       |        |               |
| Total                                                       | Total                                                       | Total                     |               | 100   | 687    | en stagnation |
| Inscrits / participation                                    | Inscrits / participation                                    | Inscrits / participation  |               | 99,98 |        |               |

## Sources
- (en) Freedom House